# 2381 Landi
2381 Landi è un asteroide della fascia principale. Scoperto nel 1976, presenta un'orbita caratterizzata da un semiasse maggiore pari a 2,6105720 au e da un'eccentricità di 0,1660695, inclinata di 13,64862° rispetto all'eclittica.
L'asteroide è dedicato all'astronomo argentino Jorge Landi Dessy.